# آهن اکسید

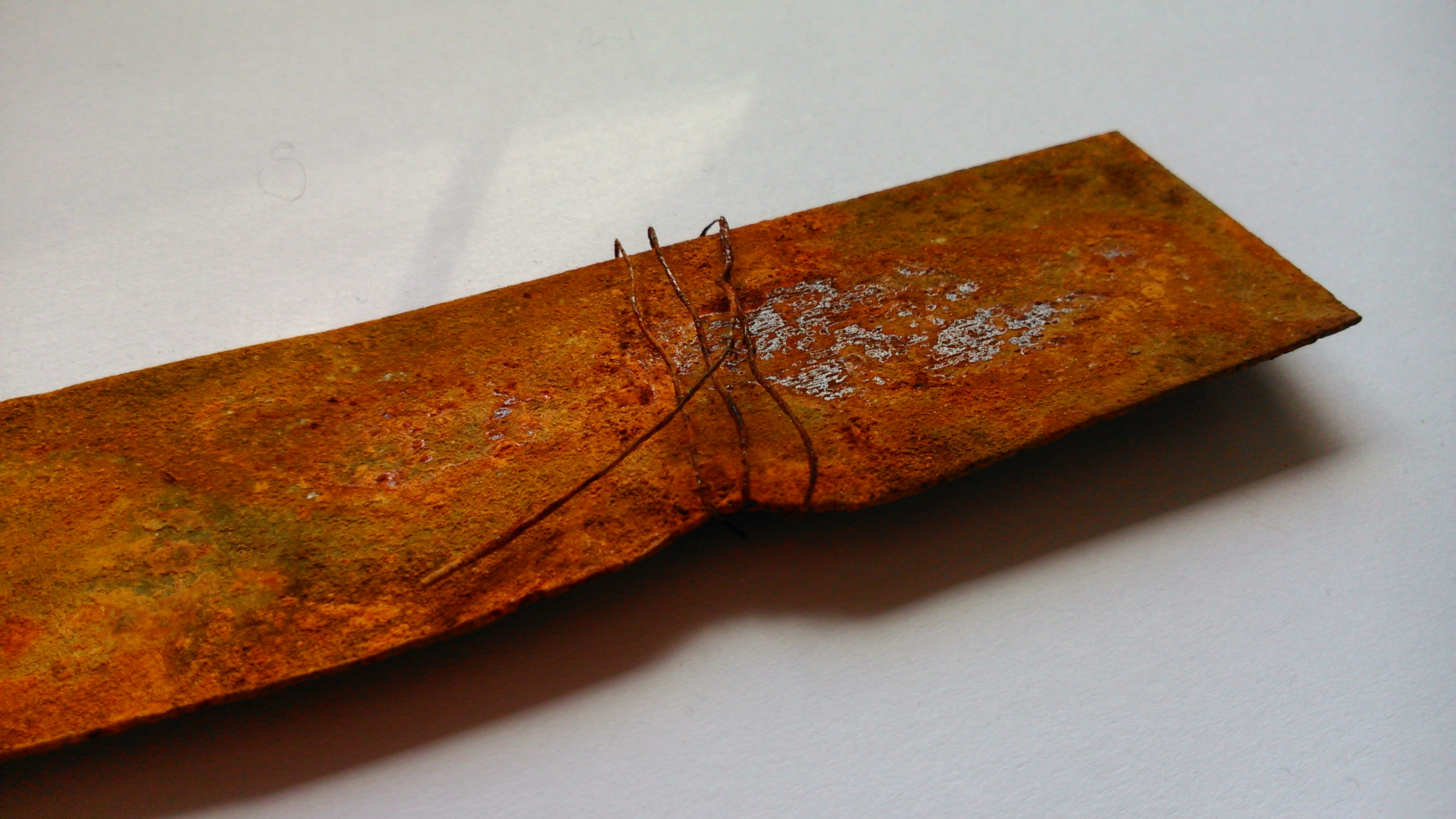
آهن اکسید شدهٔ الکتروشیمیایی (زنگ)

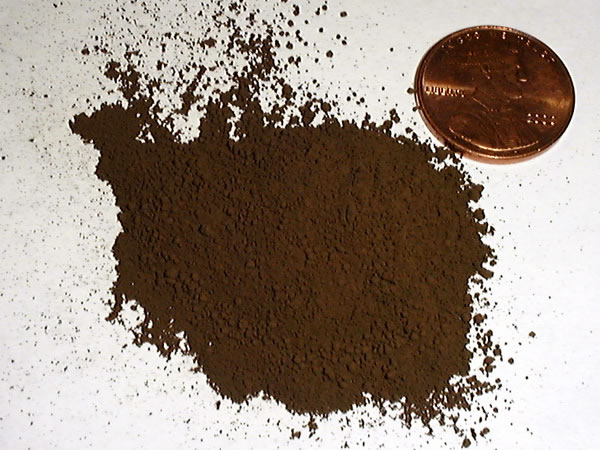
رنگدانه‌های اکسید آهن

نقش‌های اکسید آهن

اکسید آهن ترکیبی شیمیایی است که از آهن و اکسیژن تشکیل شده‌است. روی‌هم‌رفته حدود ۱۶ نوع اکسید آهن و اکسی‌هیدروکسید وجود دارند که شناخته‌شده‌ترین نوع آن زنگ آهن، فرمی از اکسید آهن (III) است.
اکسیدهای آهن و اکسی‌هیدروکسیدها در طبیعت گسترده هستند و نقش مهمی در بسیاری از فرآیندهای زمین‌شناسی و بیولوژیکی دارند.
از آن به عنوان سنگ آهن، رنگدانه، فروکافت و در ترمایت استفاده می‌شوند و در هموگلوبین یافت می‌شود. اکسیدهای آهن رنگدانه‌های ارزان قیمت و بادوام در رنگ‌ها، پوشش‌ها و بتن‌های رنگی هستند. رنگ‌هایی که معمولاً در دسترس هستند در انتهای محدوده «خاکی» رنگ‌های زرد، نارنجی، سرخ، قهوه‌ای و سیاه دیده می‌شوند. هنگامی که به عنوان رنگ خوراکی استفاده می‌شود، دارای عدد ئی E172 است.

## اکسیدها
- اکسید آهن (II), (FeO)
- اکسید آهن (II, III)، مگنتیت (Fe۳O۴)
- اکسید آهن (III) (Fe۲O۳)
  - فاز آلفا، هماتیت (α-Fe۲O۳)
  - فاز بتا، (β-Fe۲O۳)
  - فاز گاما، (γ-Fe۲O۳)
  - فاز اپسیلون، (ε-Fe۲O۳)

## هیدروکسیدها
- هیدروکسید آهن(II) (Fe(OH)۲)
- آهن(III) اکسید-هیدروکسید (Fe(OH)۳)

## انبساط حرارتی
| اکسید آهن                   | CTE (× 10−6 °C−1) |
| --------------------------- | ----------------- |
| اکسید آهن (III) (Fe۲O۳)     | ۱۴٫۹              |
| اکسید آهن (II, III) (Fe۳O۴) | >۹٫۲              |
| اکسید آهن (II), (FeO)       | ۱۲٫۱              |